# Káto Patíssia (métro d'Athènes)
Pour le quartier, voir Káto Patíssia.
Káto Patíssia (grec moderne : Κάτω Πατήσια) est une station de la ligne 1 (ligne verte) du métro d'Athènes, située dans le quartier éponyme.

## Histoire
Située en surface au point kilométrique 13+726, la station a été inaugurée le 12 février 1956. La station comporte 2 quais latéraux encadrant les deux voies de circulation.
La station a été réhabilitée pour les Jeux olympiques d'Athènes et a rouvert le 22 juillet 2004.

## Intermodalité
La station est desservie par plusieurs réseaux de transports en commun : des trolleybus (ligne 6), des bus urbains (lignes : B9, Γ9 et 735) et par des bus de nuit de la ligne 500.